# هنزو گریسی
هنزو گریسی (پرتغالی برزیلی: Renzo Gracie؛ زادهٔ ۱۱ مارس ۱۹۶۷) ورزشکار هنرهای رزمی ترکیبی و جودوکار اهل برزیل است.